# Fake Star ~I'm Just a Japanese Fake Rocker~
Fake Star ~I'm Just a Japanese Fake Rocker~ (geralmente abreviado para Fake Star) é o quarto álbum de estúdio da banda japonesa Kuroyume, lançado em 26 de maio de 1996 pela gravadora Toshiba EMI. A canção "Pistol" venceu o MTV Video Music Awards de 1996.
Em 2011, a banda Nicotine fez um cover de "Pistol", Suns Owl com Yow-Row tocaram "Fake Star" e Yamaarashi e Moonmin fizeram de "Beams" para o álbum de tributo ao Kuroyume Fuck the Border Line.

## Recepção
Alcançou a primeira posição nas paradas da Oricon Albums Chart e vendeu 203,660 cópias em sua primeira semana. Por vender mais de 200,000 cópias, foi certificado disco de ouro pela Recording Industry Association of Japan (RIAJ).

## Faixas
Todas as letras escritas por Kiyoharu. 
| N.º            | Título                                 | Música         | Duração |  |
| 1.             | "Noise Low³"                           |                | 0:49    |  |
| 2.             | "Fake Star"                            | Kiyoharu       | 2:40    |  |
| 3.             | "Beams" (Fake Star Version)            | Kiyoharu       | 4:54    |  |
| 4.             | "Barter"                               | Hitoki         | 4:13    |  |
| 5.             | "I "Sunny's Voice""                    |                | 0:25    |  |
| 6.             | "See You" (Fake Star Version)          | Hitoki         | 4:57    |  |
| 7.             | "Reason of Myself"                     | Hitoki         | 5:22    |  |
| 8.             | "Ⅱ"                                    |                | 0:13    |  |
| 9.             | "Sex Symbol"                           | Hitoki         | 3:27    |  |
| 10.            | "Cool Girl"                            | Hitoki         | 4:38    |  |
| 11.            | "S.O.S"                                | Hitoki         | 3:20    |  |
| 12.            | "Ⅲ"                                    |                | 0:12    |  |
| 13.            | "Hysteria's"                           | Hitoki         | 5:12    |  |
| 14.            | "Pistol" (ピストル; Fake Star Version) | Kiyoharu       | 5:44    |  |
| 15.            | "Yume" (夢)                            | Kiyoharu       | 4:44    |  |
| 16.            | "「H･L･M」is Original"                 |                | 3:37    |  |
| 17.            | "IV "Either Side""                     |                | 1:26    |  |
| Duração total: | Duração total:                         | Duração total: | 56:00   |  |

## Ficha técnica

### Kuroyume
- Kiyoharu (清春) - vocal
- Hitoki (人時) - baixo